# Fritz Weitzel
Fritz Weitzel, född Friedrich Philipp Weitzel 27 april 1904 i Frankfurt am Main, död 19 juni 1940 i Düsseldorf, var en tysk SS-Obergruppenführer. Han var Högre SS- och polischef i Düsseldorf (Höhere SS- und Polizeiführer West) från 1938 till 1940 och Högre SS- och polischef i Norge (Höhere SS- und Polizeiführer Nord) under en kort period år 1940. 

## Biografi
Fritz Weitzel var låssmed till yrket och var till en början medlem i Sozialistische Arbeiter-Jugend (SAJ), en socialdemokratiskt orienterad ungdomsorganisation med medlemmar i åldrarna 14 till 18 år. Weitzel lämnade dock SAJ och blev medlem i Nationalsocialistiska tyska arbetarepartiet (NSDAP) 1925 och i Schutzstaffel (SS) året därpå. Han gjorde snabb karriär i SS och beklädde i slutet av 1920-talet höga chefsposter inom SS i Hessen-Nassau och Rhenlandet. I riksdagsvalet i september 1930 invaldes han som ledamot för NSDAP.
I maj 1933 utnämndes Weitzel till polischef i Düsseldorf och var senare Högre SS- och polischef (HSSPF) i samma stad.
Den 9 april 1940 anföll Tyskland Danmark och Norge och Weitzel blev då under en kort tid HSSPF i Norge. På denna post lät han sig dock i stor utsträckning styras av rikskommissarien Josef Terboven.
Weitzel omkom vid ett luftangrepp i Düsseldorf. I närheten av Martin-Luther-Platz träffades han av en granat. Vid begravningen närvarade bland andra chefen för Ordnungspolizei Kurt Daluege, Gauleiter Friedrich Karl Florian och Oberpräsident Josef Terboven.
20 SS-Standarte fick efter Weitzels död hedersbeteckningen ”Fritz Weitzel”.

## Befordringshistorik
| Fritz Weitzels befordringshistorik | Fritz Weitzels befordringshistorik |
| Datum                              | Tjänstegrad                        |
| ---------------------------------- | ---------------------------------- |
| 1927                               | SS-Sturmbannführer                 |
| 18 november 1929                   | SS-Standartenführer                |
| 11 juli 1930                       | SS-Oberführer                      |
| 18 december 1931                   | SS-Gruppenführer                   |
| 9 september 1934                   | SS-Obergruppenführer               |

## Utmärkelser
Fritz Weitzels utmärkelser
- Storofficer av Sankt Mauritius och Sankt Lazarusorden
- Nürnbergska partidagsutmärkelsen 1929
- Anschlussmedaljen (Medaille zur Erinnerung an den 13. März 1938)
- Sudetenlandmedaljen (Medaille zur Erinnerung an den 1. Oktober 1938)
- Schutzwallmedaljen
- NSDAP:s partitecken i guld
- NSDAP:s tjänsteutmärkelse i silver
- Tyska riksidrottsutmärkelsen i silver
- SA:s idrottsutmärkelse i guld
- SS Hederssvärd
- Totenkopfring